# Emmanuel de La Taille
Pour les articles homonymes, voir de La Taille.
Emmanuel de la Taille, né le 16 juillet 1932 à Casablanca et mort le 13 octobre 2021 dans le 8e arrondissement de Paris,, est un journaliste et producteur de télévision, connu pour son passage à TF1 et considéré comme le premier vulgarisateur télévisuel de l'économie.

## Biographie
Emmanuel de La Taille-Lolainville, dit Emmanuel de La Taille, est un descendant du poète et dramaturge Jean de La Taille. Il a épousé Marthe Rivero dont il a eu trois enfants, puis Joëlle Adrien, directrice de recherches à l'INSERM, dont il a eu une fille, la dessinatrice Blandine de La Taille-Lolainville.

### Journaliste
Emmanuel de La Taille est un pionnier des media, réputé pour sa capacité à rendre clairs et intelligibles les problèmes les plus complexes.[non neutre]
Il commence sa carrière en 1960 pendant la guerre d'Algérie où il est chargé de mission à la direction de l'Information à Alger pendant les bouleversements précédant l'Indépendance de l'Algérie. 
Premier correspondant de l'AFP pour les affaires européennes à Bruxelles en 1962, il devient alors le grand spécialiste de l'Europe.
De Gaulle qui bataillait pour la France en Europe dira de lui : « Au moins, il connaît ce dont il parle et on comprend ce qu'il en dit ».
Il entre à la télévision comme chef du service étranger de l'ORTF en 1965, à une époque où il n'existe encore que deux chaînes ; présent presque quotidiennement à l'antenne, il reste longtemps l'un des journalistes les plus connus des Français.
En mai 1968, il prend une part active à la grève des journalistes de l'ORTF. Sanctionné à ce titre, il est engagé provisoirement à l'INSEE, où il collabore à la réforme des publications et à la création d' Économie et statistique. 
Pendant trente ans, il exerce les responsabilités les plus diverses à TF1, notamment comme envoyé spécial en Amérique et chef du service économique.

### Producteur
De 1978 à 1988, il produit avec François de Closets et Alain Weiller l'émission L'Enjeu, le premier magazine économique grand public, suivi de 1987 à 1994 par l'émission hebdomadaire Le Club de l'Enjeu sur TF1, puis par L'Enjeu international sur TV5 Monde de 1994 à 1998. Il travaille à partir des années 2000 à Omega TV sur le Net.
En 2009, il reçoit le prix littéraire Les Lauriers verts de l’œuvre journalistique pour l’ensemble de ses émissions

### Fondateur
En 1986, il crée le Press Club de France dont il est le président d'honneur.
Il travaille longtemps à l'Institut européen du leadership et préside Iris initiative, une association avec EDF pour les enfants handicapés, à l'origine des auxiliaires de vie scolaire. 
Il fonde en 2000 l'Institut de l'innovation sociale et préside le Réseau Enjeu.

### Décès
Il meurt le 13 octobre 2021 après avoir été renversé par un camion dans le 8e arrondissement de Paris.

## Œuvres
- Emmanuel de La Taille, Esprit de famille et liberté de mouvement : La famille, le premier des réseaux, Hugues de Chivré, 2012, 63 p. (ISBN 978-2-916043-50-0)
- Emmanuel de La Taille (Prix Forêt des livres 2017), La vie éternelle ? : Petit guide de l'opération résurrection, Hugues de Chivré, 2017, 92 p. (ISBN 978-2-916043-95-1)[7],[Critique 1]
- Emmanuel de La Taille (Prix Forêt des livres 2017), 1940 - 2020 De guerres en crises : Un parcours français, Hugues de Chivré, 2020, 256 p. (ISBN 979-1097407292)[Critique 2]

## Critiques
1. ↑  « La vie éternelle ? Petit guide de l’Opération Résurrection », sur Culture-Tops (consulté le 27 septembre 2017).
2. ↑  « 1940 - 2020 De guerres en crises : un parcours français », sur Culture-Tops.